# 比利亚
比利亚（法語：Billiat，法語發音：[bilja]）是法国东部安省的一个市镇，属于楠蒂阿区。

## 地理
比利亚（46°4'37"N, 5°47'7"E）面积13.7 平方千米，位于法国奥弗涅-罗讷-阿尔卑斯大区安省，该省份为法国东部省份，北起汝拉省，西北接索恩-卢瓦尔省，西接罗讷省和里昂大都会，南至伊泽尔省，东与萨瓦省、上萨瓦省和瑞士接壤。
与比利亚接壤的市镇（或旧市镇、城区）包括：安茹-热尼西亚、维尔、罗讷河畔圣日耳曼、瓦尔瑟罗讷、上瓦尔罗梅。

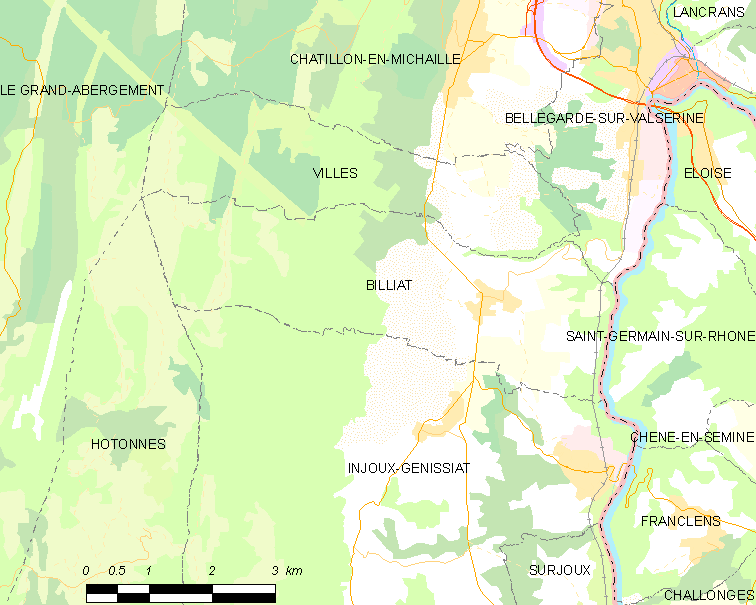
比利亚的OSM定位图

比利亚的时区为UTC+01:00、UTC+02:00（夏令时）。

## 行政
比利亚的邮政编码为01200，INSEE市镇编码为01044。

## 政治
比利亚所属的省级选区为瓦尔瑟罗讷县。

## 人口

1962-2008年间比利亚人口变化图示

比利亚于2022年1月1日时的人口数量为669人。